# Gessius pallidus
Gessius pallidus är en insektsart som beskrevs av Baker 1919. Gessius pallidus ingår i släktet Gessius och familjen dvärgstritar.

## Underarter
Arten delas in i följande underarter:
- G. p. incurvatus
- G. p. suffusus
- G. p. sinuatus